# 雅库羊茅
雅库羊茅（学名：Festuca jacutica）为禾本科羊茅属下的一个种。

## 扩展阅读
- 維基物種上的相關：雅库羊茅